# Canada op de Olympische Winterspelen 2006

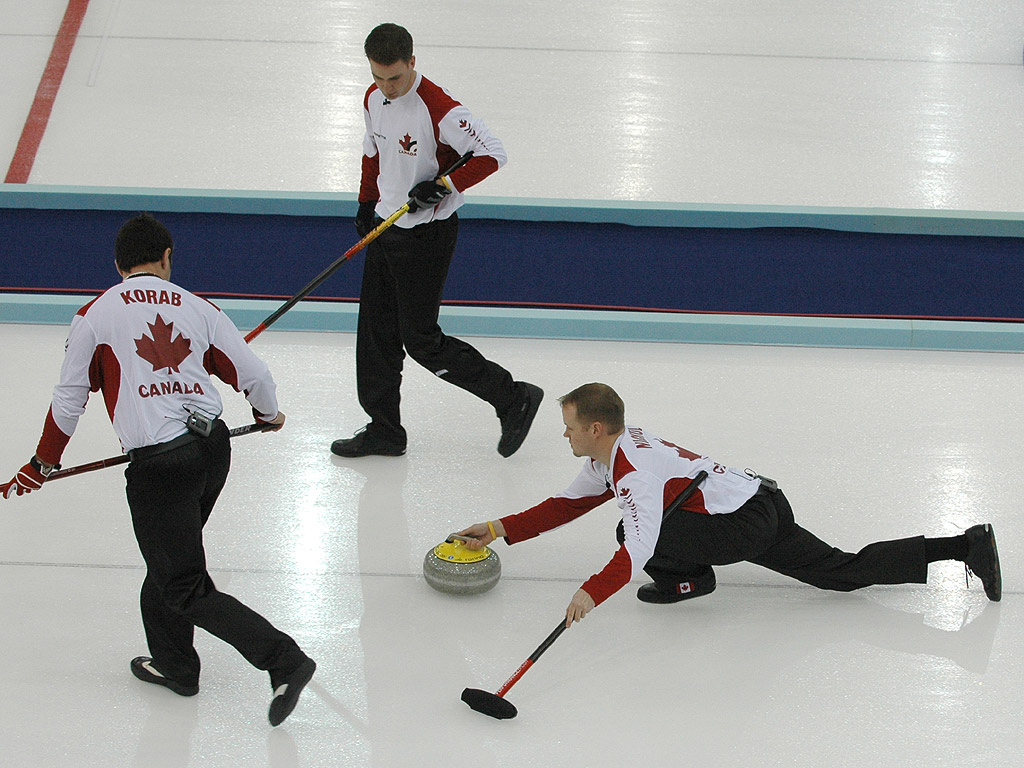
Curlingteam van Canada

Tijdens de Olympische Winterspelen van 2006 die in Turijn werden gehouden nam Canada voor de 20e keer deel en is daarmee een van de twaalf landen die aan alle Winterspelen heeft deelgenomen.
Canada eindigde op de vijfde plaats in het medailleklassement met 7 gouden, 10 zilveren en 7 bronzen medailles die in tien sporten werden veroverd.

## Medailles
| Sport | Naam                                                                                          | Discipline                  | Medaille |
| --- | --------------------------------------------------------------------------------------------- | --------------------------- | -------- |
| Bobsleeën | Pierre Lueders / Lascelles Brown                                                              | 2-mansbob                   | Zilver   |
| Curling | Brad Gushue / Jamie Korab / Russ Howard Mark Nichols / Mike Adam                              | Mannen                      | Goud     |
| Curling | Shannon Kleibrink / Amy Nixon / Glenys Bakker Christine Keshen / Sandra Jenkins               | Vrouwen                     | Brons    |
| Freestyleskiën | Jennifer Heil                                                                                 | Moguls, vrouwen             | Goud     |
| Kunstrijden | Jeffrey Buttle                                                                                | Mannen                      | Brons    |
| Langlaufen | Chandra Crawford                                                                              | Sprint, vrouwen             | Goud     |
| Langlaufen | Beckie Scott / Sara Renner                                                                    | Team sprint, vrouwen        | Zilver   |
| Schaatsen | Cindy Klassen                                                                                 | 1500m, vrouwen              | Goud     |
| Schaatsen | Cindy Klassen                                                                                 | 1000m, vrouwen              | Zilver   |
| Schaatsen | Cindy Klassen                                                                                 | 3000m                       | Brons    |
| Schaatsen | Cindy Klassen                                                                                 | 5000m                       | Brons    |
| Schaatsen | Clara Hughes                                                                                  | 5000m, vrouwen              | Goud     |
| Schaatsen | Kristina Groves                                                                               | 1500m, vrouwen              | Zilver   |
| Schaatsen | Kristina Groves / Clara Hughes / Cindy Klassen Christine Nesbitt / Shannon Rempel             | Team achtervolging, vrouwen | Zilver   |
| Schaatsen | Arne Dankers / Steven Elm / Denny Morrison Jason Parker / Justin Warsylewicz                  | Team achtervolging, mannen  | Zilver   |
| Shorttrack | François-Louis Tremblay                                                                       | 500m, mannen                | Zilver   |
| Shorttrack | François-Louis Tremblay / Éric Bédard / Charles Hamelin Mathieu Turcotte / Jonathan Guilmette | Aflossing, mannen           | Zilver   |
| Shorttrack | Alanna Kraus / Kalyna Roberge / Tania Vicent Anouk Leblanc-Boucher / Amanda Overland          | Aflossing, vrouwen          | Zilver   |
| Shorttrack | Anouk Leblanc-Boucher                                                                         | 500m                        | Brons    |
| Skeleton | Duff Gibson                                                                                   | Mannen                      | Goud     |
| Skeleton | Jeff Pain                                                                                     | Mannen                      | Zilver   |
| Skeleton | Mellisa Hollingsworth-Richards                                                                | Vrouwen                     | Brons    |
| Snowboarden | Dominique Maltais                                                                             | Cross, vrouwen              | Brons    |
| IJshockey | Olympisch team *                                                                              | Vrouwen                     | Goud     |
| * Meghan Agosta, Gillian Apps, Jennifer Botterill, Cassie Campbell, Gillian Ferrari Danielle Goyette, Jayna Hefford, Becky Kellar, Gina Kingsbury, Charline Labonté Carla MacLeod, Caroline Ouellette, Cherie Piper, Cheryl Pounder, Colleen Sostorics Kim St-Pierre, Vicky Sunohara, Sarah Vaillancourt, Katie Weatherston, Hayley Wickenheiser |                                                                                               |                             |          |

Albanië · Algerije · Amerikaanse Maagdeneilanden · Andorra · Argentinië · Armenië · Australië · Azerbeidzjan · België · Bermuda · Bosnië en Herzegovina · Brazilië · Bulgarije · Canada · Chili · China · Chinees Taipei · Costa Rica · Cyprus · Denemarken · Duitsland · Estland · Ethiopië · Finland · Frankrijk · Georgië · Griekenland · Groot-Brittannië · Hongarije · Hongkong · Ierland · IJsland · India · Iran · Israël · Italië · Japan · Kazachstan · Kenia · Kirgizië · Kroatië · Letland · Libanon · Liechtenstein · Litouwen · Luxemburg · Macedonië · Madagaskar · Moldavië · Monaco · Mongolië · Nederland · Nepal · Nieuw-Zeeland · Noord-Korea · Noorwegen · Oekraïne · Oezbekistan · Oostenrijk · Polen · Portugal · Roemenië · Rusland · San Marino · Senegal · Servië en Montenegro · Slovenië · Slowakije · Spanje · Tadzjikistan · Thailand · Tsjechië · Turkije · Venezuela · Verenigde Staten · Wit-Rusland · Zuid-Afrika · Zuid-Korea · Zweden · Zwitserland